# 共同通讯社
共同通讯社（日语：／ Kyōdō Tsūshinsha */?），簡稱共同社，是日本一個大型通訊社，1945年創立，總部位於東京汐留。其事業主體為非營利性質的社團法人共同通信社，另有子公司「株式会社共同通信社」。
共同社發佈新聞予幾乎所有日本的報章、電台與電視網絡，使用其新聞的報紙約有5,000萬名訂閱者。共同社也是目前世界上唯一仍使用无线电传真传送新闻的媒体。

## 歷史
1945年，同盟通信社解散，原同盟通信社各加盟新聞社與日本放送協会（NHK）出資成立社團法人共同通信社。1968年，共同社加入國際新聞電訊評議會（IPTC）。1972年，共同社成立株式会社共同通信社。1982年，共同社位於紐約洛克菲勒中心的分部日本國際共同社創立。1988年，共同社與日本電信電話（NTT）及日本電氣（NEC）完成日本第一個通往各都道府縣的數位光纖通訊網。2003年7月，共同社新總部「汐留媒體塔」（汐留メディアタワー）完工。2010年4月，共同社改為一般社團法人共同通信社。
共同社於2001年2月開設線上新聞服務網站《共同網》。2005年4月，共同社增設国际局中文新闻室。2011年2月17日，共同社在總部舉辦慶祝《共同網》開辦10週年的宴會。
2006年9月1日，共同社開設平壤支社，是除了日本2家機關報（《赤旗報》與《朝鮮新報》）以外的日本第一家在平壤開設分支機構的新聞媒體。

## 支社

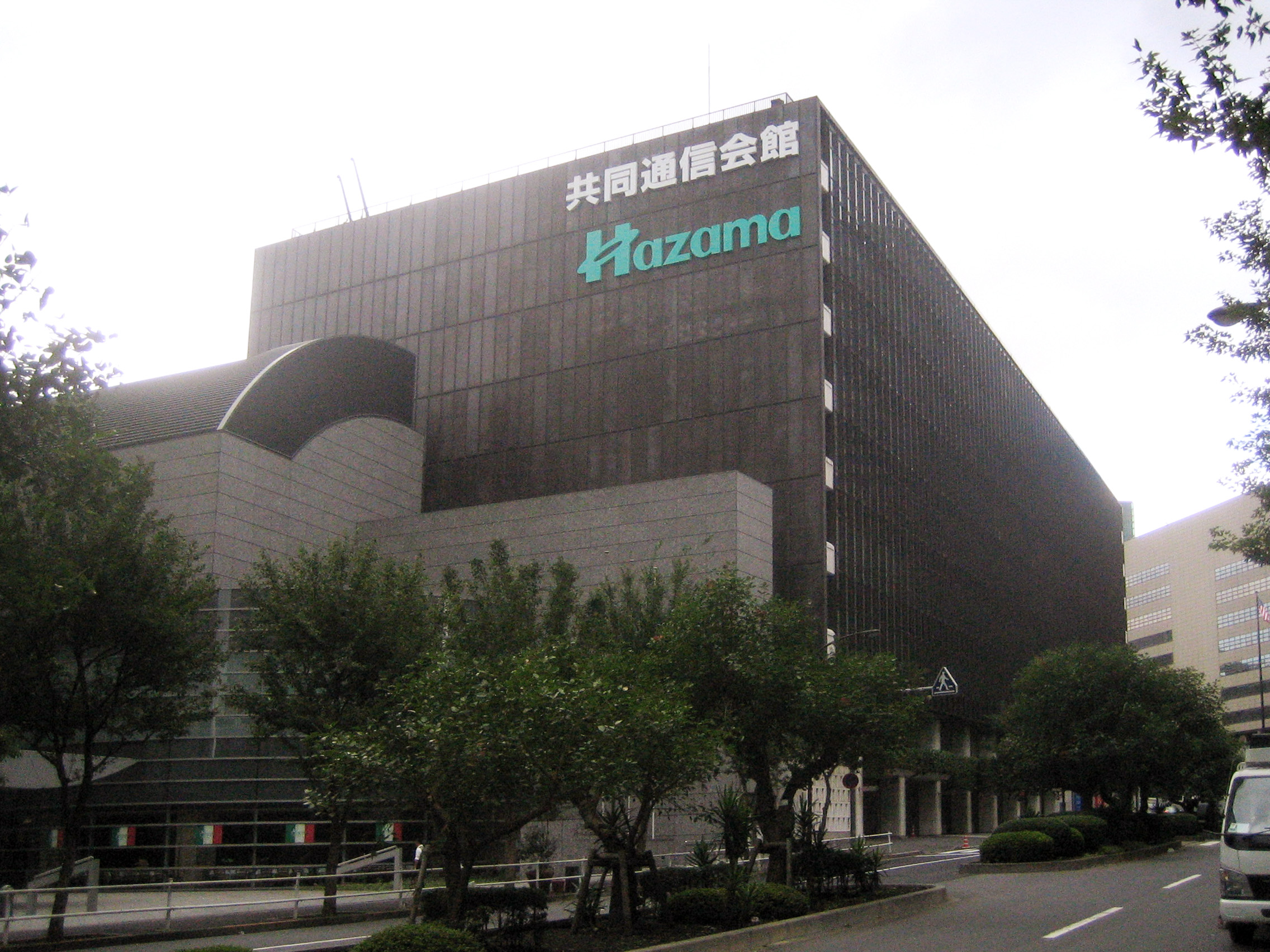
共同通讯社總社舊址：共同通信會館

- 札幌
- 仙台
- 東京
- 名古屋
- 大阪
- 福岡

## 線上新聞服務
目前《共同網》有日語、華語、英語和韓語四個版本。其中，《共同網》朝鮮語網站於2011年2月4日開通，是日本媒体正式开设朝鲜语新闻网站的首例。2011年2月共同網改版。日文共同網是47NEWS的參加社之一。
2011年3月1日，共同社通過iPhone應用程式《NEWSmart》向用戶提供新聞，該應用免費下載，但要閱讀更詳細的新聞內容則需要支付相關服務的費用。

## 外部連結
新聞網站
- 官方网站（繁體中文）（简体中文）（英文）（日語）（線上新聞）
- 47news的Facebook專頁（日語）
- 47news的X（前Twitter）（日語）
- YouTube上的共同通讯社頻道
- 共同通讯社的新浪微博（简体中文）
- Kyodo News的Facebook專頁（英文）
- Kyodo News的X（前Twitter）（英文）
- Kyodo News的Instagram帳戶（英文）
- YouTube上的Kyodo News頻道（英文）

公司網站
- 官方网站：共同通訊社總公司、公司綜合新聞
- 共同通讯社的Facebook專頁
- 共同通讯社的Instagram帳戶
- 共同通讯社的X（前Twitter）